# Gary Shteyngart
Œuvres principales
- Super triste histoire d'amour

Gary Shteyngart, né le 5 juillet 1972 à Leningrad en URSS (ou comme il le dit lui-même « St-Leningrad » ou « St-Leninsbourg »), est un écrivain américain. En juin 2010, il fait partie de la liste des 20 jeunes écrivains prometteurs établie par le magazine The New Yorker.

## Biographie
Il quitte l'Union soviétique pour les États-Unis en 1979. Ses livres portent un regard satirique sur le monde en général et en particulier celui de ses origines (juif américain d'origine russe). Il base ses histoires sur des situations et dans des lieux fictifs tout en s'inspirant très fortement de situations et de lieux réels.

## Œuvres

### Romans
- Traité de savoir-vivre à l'usage des jeunes russes, L'Olivier, 2005 ((en) The Russian Debutante's Handbook, Riverhead, 2002), trad. Sophie Brunet et Michelle Herpe-Voslinsky  (ISBN 978-2-87929-383-7)
- Absurdistan, L'Olivier, 2008 ((en) Absurdistan, Random House, 2006), trad. Stéphane Roques  (ISBN 978-2-87929-544-2)
- Super triste histoire d'amour, L'Olivier, 2012 ((en) Super Sad True Love Story, Random House, 2010), trad. Stéphane Roques  (ISBN 978-2-87929-760-6)
- Lake Success, L'Olivier, 2020 ((en) Lake Success, Random House, 2018), trad. Stéphane Roques  (ISBN 978-2-82361-375-9)
- Très chers amis, L'Olivier, 2023 ((en) Our Country Friends, Random House, 2021), trad. Stéphane Roques  (ISBN 978-2-82361-975-1)
- (en) Vera, or Faith, Random House, 2025

### Mémoires
- Mémoires d'un bon à rien, L'Olivier, 2015 ((en) Little Failure: A Memoir, Random House, 2014), trad. Stéphane Roques  (ISBN 978-2-82360-497-9)